# Sphodronotus
Sphodronotus is een geslacht van rechtvleugeligen uit de familie veldsprinkhanen (Acrididae). De wetenschappelijke naam van dit geslacht is voor het eerst geldig gepubliceerd in 1943 door Uvarov.

## Soorten
Het geslacht Sphodronotus omvat de volgende soorten:
- Sphodronotus cyclopterus Uvarov, 1933
- Sphodronotus grandis Popov, 1951